# Herrarnas dubbelsculler i rodd vid olympiska sommarspelen 1972
Herrarnas dubbelsculler i rodd vid olympiska sommarspelen 1972 avgjordes mellan den 27 augusti och 2 september 1972. Grenen hade totalt 38 deltagare från 19 länder.

## Medaljörer
| Gren          | Guld                                             | Silver                                 | Brons                                        |
| Dubbelsculler | Aleksandr Timosjinin och Gennadi Korsjikov (URS) | Frank Hansen och Svein Thøgersen (NOR) | Joachim Böhmer och Hans-Ulrich Schmied (GDR) |

## Resultat

### Heat

#### Heat 1
| Placering | Roddare                         | Land           | Tid     |
| --------- | ------------------------------- | -------------- | ------- |
| 1         | Tim Crooks Patrick Delafield    | Storbritannien | 6:57.70 |
| 2         | Joachim Böhmer Uli Schmied      | Östtyskland    | 7:07.94 |
| 3         | Albert Heyche Claude Dehombreux | Belgien        | 7:16.69 |
| 4         | Jorge Imaz Ricardo Ibarra       | Argentina      | 7:18.28 |
| 5         | Peter Barr John McNiven         | Kanada         | 7:21.69 |

#### Heat 2
| Placering | Roddare                                     | Land            | Tid     |
| --------- | ------------------------------------------- | --------------- | ------- |
| 1         | Josef StrakaJosef Straka, Jr. Vladek Lacina | Tjeckoslovakien | 6:56.82 |
| 2         | Hans Ruckstuhl Ueli Isler                   | Schweiz         | 7:02.90 |
| 3         | Frank Hansen Svein Thøgersen                | Norge           | 7:03.65 |
| 4         | Thomas McKibbon John Van Blom               | USA             | 7:08.91 |
| 5         | Roman Kowalewski Kazimierz Lewandowski      | Polen           | 7:21.05 |

#### Heat 3
| Placering | Roddare                                | Land          | Tid     |
| --------- | -------------------------------------- | ------------- | ------- |
| 1         | Aleksandr Timosjinin Gennadi Korsjikov | Sovjetunionen | 6:56.17 |
| 2         | Jan Bruyn Paul Veenemans               | Nederländerna | 7:02.12 |
| 3         | Jochen Meißner Arthur Heyne            | Västtyskland  | 7:12.03 |
| 4         | Tsugio Ito Yoshio Minato               | Japan         | 7:17.51 |
| 5         | Federico Scheffler Ricardo Scheffler   | Mexiko        | 7:43.87 |

#### Heat 4
| Placering | Roddare                               | Land      | Tid     |
| --------- | ------------------------------------- | --------- | ------- |
| 1         | Niels Henry Secher Jørgen Engelbrecht | Danmark   | 7:11.32 |
| 2         | Jean-Noël Ribot Roland Thibaut        | Frankrike | 7:16.50 |
| 3         | Manfred Krausbar Sepp Puchinger       | Österrike | 7:29.13 |
| 4         | Carlos Oliveira Manuel Barroso        | Portugal  | 8:09.93 |

### Återkval

#### Återkval 1
| Placering | Roddare                        | Land         | Tid     |
| --------- | ------------------------------ | ------------ | ------- |
| 1         | Jean-Noël Ribot Roland Thibaut | Frankrike    | 7:10.45 |
| 2         | Jochen Meißner Arthur Heyne    | Västtyskland | 7:11.55 |
| 3         | Thomas McKibbon John Van Blom  | USA          | 7:19.63 |
| 4         | Peter Barr John McNiven        | Kanada       | 7:29.05 |

#### Återkval 2
| Placering | Roddare                      | Land          | Tid     |
| --------- | ---------------------------- | ------------- | ------- |
| 1         | Frank Hansen Svein Thøgersen | Norge         | 7:03.71 |
| 2         | Jan Bruyn Paul Veenemans     | Nederländerna | 7:04.15 |
| 3         | Jorge Imaz Ricardo Ibarra    | Argentina     | 7:22.15 |

#### Återkval 3
| Placering | Roddare                              | Land     | Tid     |
| --------- | ------------------------------------ | -------- | ------- |
| 1         | Hans Ruckstuhl Ueli Isler            | Schweiz  | 7:14.70 |
| 2         | Albert Heyche Claude Dehombreux      | Belgien  | 7:17.58 |
| 3         | Federico Scheffler Ricardo Scheffler | Mexiko   | 7:40.11 |
| 4         | Carlos Oliveira Manuel Barroso       | Portugal | 7:44.25 |

#### Återkval 4
| Placering | Roddare                                | Land        | Tid     |
| --------- | -------------------------------------- | ----------- | ------- |
| 1         | Joachim Böhmer Uli Schmied             | Östtyskland | 7:00.54 |
| 2         | Roman Kowalewski Kazimierz Lewandowski | Polen       | 7:08.27 |
| 3         | Tsugio Ito Yoshio Minato               | Japan       | 7:09.73 |
| 4         | Manfred Krausbar Sepp Puchinger        | Österrike   | 7:16.16 |

### Semifinaler

#### Semifinal A/B

##### Semifinal 1
| Placering | Roddare                                     | Land            | Tid     |
| --------- | ------------------------------------------- | --------------- | ------- |
| 1         | Joachim Böhmer Uli Schmied                  | Östtyskland     | 7:29.13 |
| 2         | Tim Crooks Patrick Delafield                | Storbritannien  | 7:31.62 |
| 3         | Josef StrakaJosef Straka, Jr. Vladek Lacina | Tjeckoslovakien | 7:36.83 |
| 4         | Jan Bruyn Paul Veenemans                    | Nederländerna   | 7:40.77 |
| 5         | Hans Ruckstuhl Ueli Isler                   | Schweiz         | 7:45.42 |
| 6         | Jochen Meißner Arthur Heyne                 | Västtyskland    | 7:46.21 |

##### Semifinal 2
| Placering | Roddare                                | Land          | Tid     |
| --------- | -------------------------------------- | ------------- | ------- |
| 1         | Niels Henry Secher Jørgen Engelbrecht  | Danmark       | 7:31.32 |
| 2         | Aleksandr Timosjinin Gennadi Korsjikov | Sovjetunionen | 7:35.33 |
| 3         | Frank Hansen Svein Thøgersen           | Norge         | 7:35.82 |
| 4         | Jean-Noël Ribot Roland Thibaut         | Frankrike     | 7:47.68 |
| 5         | Albert Heyche Claude Dehombreux        | Belgien       | 7:55.00 |
| 6         | Roman Kowalewski Kazimierz Lewandowski | Polen         | 7:59.52 |

### Finaler

#### B-final
| Placering | Roddare                                | Land          | Tid     |
| --------- | -------------------------------------- | ------------- | ------- |
| 1         | Jan Bruyn Paul Veenemans               | Nederländerna | 7:07.25 |
| 2         | Hans Ruckstuhl Ueli Isler              | Schweiz       | 7:08.22 |
| 3         | Albert Heyche Claude Dehombreux        | Belgien       | 7:10.03 |
| 4         | Jochen Meißner Arthur Heyne            | Västtyskland  | 7:11.74 |
| 5         | Jean-Noël Ribot Roland Thibaut         | Frankrike     | 7:14.21 |
| 6         | Roman Kowalewski Kazimierz Lewandowski | Polen         | 7:31.97 |

#### A-final
| Placering | Roddare                                     | Land            | Tid     |
| --------- | ------------------------------------------- | --------------- | ------- |
| 1         | Aleksandr Timosjinin Gennadi Korsjikov      | Sovjetunionen   | 7:01.77 |
| 2         | Frank Hansen Svein Thøgersen                | Norge           | 7:02.58 |
| 3         | Joachim Böhmer Uli Schmied                  | Östtyskland     | 7:05.55 |
| 4         | Niels Henry Secher Jørgen Engelbrecht       | Danmark         | 7:14.19 |
| 5         | Tim Crooks Patrick Delafield                | Storbritannien  | 7:16.29 |
| 6         | Josef StrakaJosef Straka, Jr. Vladek Lacina | Tjeckoslovakien | 7:17.60 |